# Fu Hooji
Fu Hooji (鳳凰寺 風?, Hōōji Fū) è una delle protagoniste della serie manga e anime Magic Knight Rayearth. Nella versione italiana dell'anime, è stata ribattezzata con il nome Anemone, mantenuto anche nel ridoppiaggio della Yamato Video, che chiama il personaggio Fu soltanto nell'OAV.

## Il personaggio
Fu ha 14 anni ed è una studentessa modello del secondo anno delle medie, che frequenta un istituto privato per ragazze particolarmente dotate. La sua attitudine allo studio si riflette nel suo carattere calmo, riflessivo ed abbastanza timido. Diversa da Hikaru Shido, è meno portata per i ruoli di comando, ma è una alleata preziosa. Inoltre è la più matura e responsabile fra le tre ragazze protagoniste, sempre pronta con strategie e consigli. Non si sa molto della famiglia di Fu, eccetto che la ragazza ha una sorella maggiore di nome Kuu, la quale ha una smodata passione per i dolci venduti sulla Tokyo Tower e chiede sempre a Fu di comprargliene. Valida combattente, Fu è molto abile come guaritrice, grazie ai suoi incantesimi. Il suo segno zodiacale è il Sagittario.

## Sviluppo
La gemma magica di Fu è verde, colore dominante nei vestiti del personaggio. La ragazza ha capelli biondi e occhi verdi, di tonalità più scure nell'OAV, in cui Fu è cresciuta.
Il nome del personaggio, Fū (風?), significa "vento", e fa riferimento ai poteri del vento posseduti dalla ragazza. Nelle edizioni italiane dell'anime il nome è Anemone, dal greco άνεμος, -ου, che significa anche "vento". Il cognome Hooji (鳳凰寺?, Hōōji) può essere tradotto come "tempio della fenice", da hōō (鳳凰?), che significa "fenice", e ji (寺?), che si traduce con "tempio". Non a caso, il Genio Managuerriero di Fu è una fenice.

## Storia

### Manga e anime
Trasportata su Sephiro da Clef, Fu conosce Hikaru Shido e Umi Ryuzaki, con cui stringe immediatamente una grande amicizia. Insieme a loro, accetta la missione di diventare un Cavaliere Magico per salvare la principessa Emeraude e con ella il mondo di Sephiro. Le sue armi magiche, donatele da Presea, sono un arco e una spada. Le viene affidato Windom, Managuerriero del Vento. Fu sviluppa un interesse nei confronti di Ferio e, a differenza delle relazioni sentimentali delle altre ragazze, il suo rapporto non viene mai messo in dubbio. Nell'anime, dopo la sconfitta di Debonair, Fu e Ferio sono costretti a separarsi, mentre nel manga, in cui le ragazze sono in grado di ritornare a Sephiro quando vogliono, i due hanno la possibilità di continuare a stare insieme.

### Altro
Fu è presente anche nei videogiochi Magic Knight Rayearth (Saturn) e Magic Knight Rayearth (SNES), e nei corti animati CLAMP in Wonderland e CLAMP in Wonderland 2.

## Potere e attacchi
È il potere del vento a scegliere Fu. Di seguito, gli attacchi:
- Vento di Guarigione (癒しの風?, Iyashi no Kaze): un incantesimo di guarigione con cui Fu è in grado di curare se stessa e i propri compagni.
- Uragano Verde (碧の疾風?, Midori no Shippū): primo e più frequente incantesimo di Fu. Si tratta di un forte vento in grado di scagliare lontano i nemici.
- Vento di Difesa (防りの風?, Mamori no Kaze): Fu crea una ventosa barriera protettiva.
- Vento di Ammonimento (戒めの風?, Imashime no Kaze): Fu avvolge i propri nemici nel vento, impedendo loro di muoversi.
- Ciclone Verde (碧の烈風?, Midori no Reppū): è l'incantesimo più potente di Fu, che crea folate di vento che sembrano lame. Appare solo nell'anime.

## Accoglienza
Al diciassettesimo Anime Grand Prix, Fu si è classificata al quattordicesimo posto nella classifica dei personaggi femminili più amati, mentre l'anno successivo è salita al tredicesimo. La rivista Newtype riporta Fu al sedicesimo posto nella lista dei più popolari personaggi femminili delle CLAMP.